# Yolanda Barba Galera
Yolanda Barba Galera (Vallecas, Madrid) és una jugadora de dards i bàrman espanyola. En data 2018, havia estat cinc vegades campiona del món en la modalitat de dards de plàstic de punta tova (soft tips), dotze vegades campiona d'Espanya i també posseïdora d'altres trofeus europeus al seu palmarès.
Barba també regenta el bar i club de dards Bare Nostrum al districte madrileny de Moratalaz, del qual és propietària. En aquest establiment organitza lligues de dards, els guanyadors de les quals tenen accés al Campionat d'Espanya i posteriorment al Mundial de las Vegas.

## Palmarès
Alguns dels trofeus que Yolanda Barba ha guanyat al llarg de la seva trajectòria esportiva són els següents:

### Campionats del Món
- Mundial de la National Dart Association (NDA)[2]
  - 2001 – Campiona individuals
  - 2008 – Campiona en parelles
  - 2008 – Campiona en quartets
- Mundial de la BullShooter World Challenge XXIV: 
  - 2009 – Campiona en parelles (cricket modalitat A)[3]
  - 2009 – Subcampiona Top Gun individual femení[3]
  - 2009 – Subcampiona en parelles (femení A '01)[3]
  - 2009 – 3a posició individual femení (modalitat B)[3]
  - 2010 – 3a posició mixt (cricket)[4]
  - 2011 – 2a posició mixt (cricket)[5]

### Altres
- Campiona Trofeu Top Guns Las Vegas: 2010 (campiona; atorgat al Campionat Nacional de Cricket FEDE 2010)[6]
- Campiona al Torneig POREC Mixt de Croàcia: 2010[2]
- 3a posició a l'AMOA-National Dart Association's Team Dart XXV: 2010[7]